# Kazimierz Łukoski
Kazimierz Łukoski (Sokół, 13 settembre 1890 – Charkiv, primavera 1940) è stato un generale polacco, già distintosi come ufficiale nel corso della prima guerra mondiale, e poi nella guerra sovietico-polacca.  Nel 1939 fu nominato comandante del Gruppo operativo indipendente "Jasło" che diresse in guerra. Insignito della Croce d'argento dell'Ordine Virtuti militari.

## Biografia
Nacque nel villaggio di Sokół, nell'allora distretto di Garwolin del Governatorato di Siedlce, il 13 settembre 1890, figlio di Ignacy e Władysława Łucja Kwasieborska. Nel 1910 si diplomò alla Scuola reale Wróblewski di Varsavia. Dal 1911 al 1914 studiò all'Università di Agraria di Vienna. Fu membro (dal 1912) e ultimo comandante della piazza di Vienna delle squadre di fucilieri polacche (Polskie Drużyny Strzeleckie). Negli anni 1914-1917 prestò servizio nelle Legioni polacche. Dal 31 gennaio al 9 marzo 1917 frequentò il corso per ufficiali di stato maggiore a Varsavia. Il 22 marzo 1917 fu inviato al 2º Reggimento fanteria della 4ª Divisione fucilieri del generale Lucjan Żeligowski. Il 3 giugno 1917 fu assegnato all'Ispettorato dell'addestramento delle forze armate polacche come aiutante del generale Feliks von Barth. Negli anni 1917-1918, prestò servizio tra gli altri nel Corpo ausiliario polacco, poi nel II Corpo polacco in Russia. Fu comandante del 6° Reggimento fucilieri dell'esercito polacco in Francia, che il 1° settembre 1919, dopo il ritorno nel Paese e l'unificazione con l'esercito polacco, fu rinominato 48° Reggimento fucilieri "Kresowych".
Comandò il 48° Reggimento fanteria fino al 25 agosto 1920, quindi prese il comando della XXI Brigata di fanteria. Comandò temporaneamente anche la XXII Brigata di fanteria.  Nell'ottobre 1921 fu nominato comandante della fanteria divisionale della 12ª Divisione fanteria a Tarnopol. Il 3 maggio 1922 fu promosso al grado di colonnello con anzianità dal 1° giugno 1919. Nell'agosto 1925 fu trasferito come comandante alla 15ª Divisione fanteria a Bydgoszcz  Il 7 marzo 1927 fu nominato comandante della 11ª Divisione fanteria a Stanisławów.  Il 1° gennaio 1928 il presidente della Repubblica di Polonia, Ignacy Mościcki, lo promosse generale di brigata con anzianità dal 1° gennaio 1928.  Rimase comandante della divisione fino al 7 luglio 1939.
Nel 1938 ricevette il titolo di cittadinanza onoraria di Stanisławów.
Nella campagna del settembre 1939 comandò il gruppo operativo "Jasło"  dell'Armata "Karpaty" al comando del generale Kazimierz Fabrycy. Dopo l'aggressione dell'Unione Sovietica contro la Polonia, fu preso prigioniero di guerra e trasportato nel campo di Starobielsk. Nell'aprile del 1940 fu assassinato a Charkiv dal Commissariato del popolo per gli affari interni (NKVD) e sepolto a Piatichatki,  dove dal 17 giugno 2000 si trova il Cimitero ufficiale delle vittime del totalitarismo.
Era sposato con Irena Jung, dalla quale ebbe due figli: Andrzej (comandante della 1ª Compagnia "Maciek" del battaglione "Zośka" dell'Armia Krajowa), morto il 18 agosto 1944 durante la rivolta di Varsavia, e Jerzy. Con l'ordinanza n. 112-48-07 del Presidente della Repubblica di Polonia, Lech Kaczyński, del 5 ottobre 2007, è stato nominato postumo al grado di maggior generale. La promozione è stata annunciata il 9 novembre 2007 a Varsavia, durante la cerimonia "Katyń Ricordiamo - Celebriamo la memoria degli eroi".
Il 15 agosto 2014, nel 94º anniversario della Battaglia di Varsavia, nel Cimitero dei Caduti della Battaglia a Ossów è stata svelata una targa che commemora otto comandanti delle unità polacche che parteciparono ai combattimenti e furono vittime del Massacro di Katyn' nel 1940: maggior generale Stanisław Haller de Hallenburg, maggior generale Henryk Minkiewicz, maggior generale Leonard Skierski, generale Bronisław Bohaterewicz, generale di brigata Kazimierz Orlik-Łukoski, generale di brigata Mieczysław Smorawiński, colonnello diplomatico Stefan Kossecki, tenente colonnello Wilhelm Kasprzykiewicz.